# Maltská národní knihovna
Maltská národní knihovna (maltsky: Bibljoteka Nazzjonali ta' Malta) je národní knihovna v maltském hlavním městě Valletta. Byla založena velmistrem Maltézského řádu Emmanuelem de Rohan-Polduc roku 1776 pod názvem Bibliotheca Publica. Od roku 1925 zákon ukládá všem nakladatelům a vydavatelům na Maltě povinný výtisk do knihovny. Od roku 1976 nese současný název a právní status. Knihovna spravuje též archiv Maltézského řádu. K nejvzácnějším schraňovaným památkám patří listina Pie postulatio voluntatis z roku 1113, jíž papež Paschalis II. schvaluje vznik Maltézského řádu. Z inkunábulí je to například Quintilianův spis Institutio Oratoria. Spolu v Maltskou univerzitou disponuje největší sbírkou melitensií (listinných památek vztahujících se k dějinám Malty a maltštiny). Knihovna sídlí na Náměstí republiky, v neoklasicistní budově z 18. století z dílny polsko-italského architekta Stefano Ittara. Budova je maltskou kulturní památkou.